# Glegghorn
Das Glegghorn ist ein 2447 m ü. M. hoher Berggipfel im Rätikon im Schweizer Kanton Graubünden.

## Geografie
Das Glegghorn liegt nordöstlich der Gemeinde Maienfeld und südöstlich des Falknis. Südöstlich schliesst der Vilan an, westlich liegen die Maienfelder Alpen.

## Erschliessung und Tourismus
Obwohl das Glegghorn fast 2000 Meter über Maienfeld thront, steht es touristisch im Schatten des um 113 Meter höheren Falknis. Der einfachste Aufstieg über den Ostgrat weist immer noch die hohe Schwierigkeitsstufe T5 gemäss SAC-Wanderskala auf.